# Ливия на летних Олимпийских играх 2000
Ливия принимала участие в Летних Олимпийских играх 2000 года в Сиднее (Австралия) в седьмой раз за свою историю, но не завоевала ни одной медали. Страну на играх представляли 3 участника. Это наименьшее количество спортсменов, начиная с Олимпиады 1980 года.

## Состав олимпийской сборной Ливии

### Дзюдо
Спортсменов — 1
Соревнования по дзюдо проводились по системе на выбывание. В утешительные раунды попадали спортсмены, проигравшие полуфиналистам турнира. Два спортсмена, одержавших победу в утешительном раунде, в поединке за бронзу сражались с проигравшими в полуфинале.
Мужчины
| Спортсмен  | Категория | 1/32                                    | 1/16               | 1/8                | Четвертьфиналы     | Полуфиналы         | Первый доп. раунд  | Утешительный четвертьфинал | Утешительный полуфинал | За 3 место Финал   | Место |
| Спортсмен  | Категория | Соперник Результат                      | Соперник Результат | Соперник Результат | Соперник Результат | Соперник Результат | Соперник Результат | Соперник Результат         | Соперник Результат     | Соперник Результат | Место |
| ---------- | --------- | --------------------------------------- | ------------------ | ------------------ | ------------------ | ------------------ | ------------------ | -------------------------- | ---------------------- | ------------------ | ----- |
| Тарек Айяд | до 66 кг  | Юкимаса Накамура (JPN) пор. 0001 — 1010 | Не прошёл          | Не прошёл          | Не прошёл          | Не прошёл          | Не прошёл          | Не прошёл                  | Не прошёл              | Не прошёл          | 34    |